# Hieracium distendens
Hieracium distendens es una especie de planta con flor del género Hieracium, de la familia Asteraceae, orden Asterales.

## Distribución
Hieracium distendens se distribuye por Finlandia y Rusia.

## Taxonomía
Fue descrita científicamente por Brenner. Fue publicada en Meddeland. Soc. Fauna Fl. Fenn.